# Gdańskie Noce Jazsowe
Gdańskie Noce Jazsowe – trzydniowy doroczny festiwal ogólnopolski, promujący różne odmiany jazzu. Festiwal odbywa się w drugiej połowie sierpnia w scenerii Teatru Leśnego, w gdańskim Wrzeszczu przy ulicy Jaśkowa Dolina. Koncerty rozpoczynają się po godzinie 19. Festiwal jest dotowany przez Urząd Miasta Gdańska - wstęp na imprezy był wolny.
Pierwszy dzień festiwalu odbywa się w atmosferze swingu, dzień drugi to występy benefisowe poświęcone głównie twórcom trójmiejskim, ostatni dzień festiwalu to prezentacja i promocja młodych artystów sceny jazzowej.

## Wystąpili na festiwalu
- Urszula Dudziak
- Andrzej Dąbrowski
- Wojciech Karolak
- Jerzy Matuszkiewicz
- Dorota Miśkiewicz
- Grzegorz Nagórski
- Michał Urbaniak
- Jan Ptaszyn Wróblewski